# Rafael de la Llave
Rafael de la Llave – matematyk, profesor Georgia Institute of Technology. Zajmuje się układami dynamicznymi i fizyką matematyczną.

## Życiorys
Stopień doktora uzyskał w 1983 na Uniwersytecie Princeton, promotorem doktoratu był Arthur Wightman.
Swoje prace publikował m.in. w „Journal of Statistical Physics”, „Communications in Mathematical Physics”, „Communications on Pure and Applied Mathematics" i „Annals of Mathematics”. Jest redaktorem „Journal of Dynamics and Differential Equations”, „Nonlinearity” i „Discrete and Continuous Dynamical Systems”.
W 2006 roku wygłosił wykład sekcyjny na Międzynarodowym Kongresie Matematyków w Madrycie, a w 2019 na konferencji Dynamics, Equations and Applications (DEA 2019).
Wypromował ponad 20 doktorów.